# 格蘭特鎮區 (伊利諾伊州弗米利恩縣)
格蘭特縣區（英語：Grant Township）是位於美國伊利諾伊州弗米利恩縣的一個行政鎮區。

## 地方資料
根據2010年美國人口普查的數據，格蘭特縣區的面積為224.50平方千米，當中陸地面積為224.40平方千米，而水域面積為0.10平方千米。當地共有人口5781人，而人口密度為每平方千米25.75人。